# Torpa landskommun, Västmanlands län
Torpa landskommun var en tidigare kommun i Västmanlands län.

## Administrativ historik
Kommunen inrättades i Torpa socken i Åkerbo härad i Södermanland när 1862 års kommunalförordningar trädde i kraft den 1 januari 1863.
Vid kommunreformen 1952 gick den upp i Kung Karls landskommun. Området tillhör sedan 1971 Kungsörs kommun.

## Politik

### Mandatfördelning i valen 1938-1946
| 10 | 1 | 7 | 1 | 1 |

| 18 |

| 8 | 12 |

| 20 |

| 9 | 8 | 3 |

| 19 |